# Comté de Douglas (Dakota du Sud)
Pour les articles homonymes, voir Comté de Douglas.
Le comté de Douglas est un comté situé dans l'État du Dakota du Sud, aux États-Unis. En 2010, sa population est de 3 002 habitants. Son siège est Armour.

## Histoire
Créé en 1873, le comté est nommé en l'honneur de Stephen A. Douglas.

## Villes du comté
- Cities :
  - Armour
  - Corsica
  - Delmont

- Census-designated places :
  - Harrison
  - New Holland

## Démographie
| Groupe            | Comté de Douglas | Dakota du Sud | États-Unis |
| ----------------- | ---------------- | ------------- | ---------- |
| Blancs            | 96,6             | 85,9          | 72,4       |
| Amérindiens       | 1,8              | 8,8           | 0,9        |
| Métis             | 0,9              | 2,1           | 2,9        |
| Autres            | 0,9              | 1,0           | 6,4        |
| Afro-Américains   | 0,4              | 1,2           | 12,6       |
| Asiatiques        | 0,1              | 0,9           | 4,8        |
| Total             | 100              | 100           | 100        |
|                   |                  |               |            |
| Latino-Américains | 0,8              | 2,7           | 16,7       |

Selon l'American Community Survey, en 2010, 91,98 % de la population âgée de plus de 5 ans déclare parler l'anglais à la maison, 5,42 % l'allemand, 0,63 % l'espagnol, 0,63 % le néerlandais, 0,56 % le russe et 0,78 % une autre langue.
| 1890  | 1900  | 1910  | 1920  | 1930  | 1940  |
| ----- | ----- | ----- | ----- | ----- | ----- |
| 4 600 | 5 012 | 6 400 | 6 993 | 7 236 | 6 348 |

| 1950  | 1960  | 1970  | 1980  | 1990  | 2000  |
| ----- | ----- | ----- | ----- | ----- | ----- |
| 5 636 | 5 113 | 4 569 | 4 181 | 3 746 | 3 458 |

| 2010  | - | - | - | - | - |
| ----- | - | - | - | - | - |
| 3 002 | - | - | - | - | - |